# Projekt Monterey
Projekt Monterey byl pokusem vybudovat jednotný unixový operační systém, který by běžel na různých 32bitových a 64bitových platformách a zároveň podporoval multi-processing. Jádrem projektu byl pokus vytvořit podnikový systém Unix pro procesory architektury IA-64, od kterých se v té době čekalo, že budou časem dominovat trhu unixových serverů. Ohlášen byl v říjnu 1998 a bylo do něj zapojeno několik prodejců Unixu; IBM poskytlo podporu pro architektury POWER a PowerPC z operačního systému AIX, Santa Cruz Operation (SCO) poskytlo podporu pro IA-32 a Sequent Computer Systems přidali podporu multi-processingu ze svého operačního systému Dynix (DYNamic unIX). Firma Intel Corporation provedla expertizu a financování rozvoje cíleného trhu s ohledem na novou platformu IA-64, která nebyla v té době ještě uvolněna.
V květnu 2001 byla ohlášena dostupnost betaverze AIX-5L pro IA-64, která v podstatě naplňovala své počáteční cíle. Firma Intel nicméně propásla termín dodání Itania o dva roky a software Monterey neměl odbyt.
S výjimkou IA-64 a vylepšení multi-processingu Dynix byla většina úsilí projektu Monterey směřována k standardizaci existujících verzí Unixu do jediného kompatibilního systému. Tyto snahy byly podnikány již v minulosti (např. aliance 3DA) a zpravidla neuspěly, protože společnosti, které byly do těchto projektů zapojeny, byly příliš odkázány na prodejní synchronizaci, než aby skutečně podpořily standard, který by umožnil jejich zákazníkům přejít k jejich produktům. S projektem Monterey měl již každý z prodejců svou cílenou část trhu, kterou zamýšlel i v budoucnu pokrývat: POWER a IA-64 za IBM, IA-32 a IA-64 za SCO. Není docela jasné, kterou část trhu chtěl obsluhovat Sequent.
Projekt se rychle stal nezvladatelným, když se všichni zúčastnění pokoušeli najít mezeru na rychle se rozvíjejícím Linuxovém trhu a zaměřili svou pozornost jinam. Sequent byl v roce 1999 koupen firmou IBM. SCO zanechalo obchodu s Unixem v roce 2001; ve stejném roce IBM nakonec oznámilo zastavení projektu Monterey. Společnosti Intel, IBM, SCO Group (tehdy známá jako Caldera Systems) a další se v této době souběžně snažily o přenesení (portování) systému Linux na IA-64 (Projekt Trillian). Výsledkem tohoto projektu bylo v únoru 2000 vypuštění funkčního kódu, který se stal posléze součástí základu Linuxového jádra, a to více než jeden rok před vydáním prvního Itania.
V pozdější době se projekt Monterey stal předmětem snahy „nové“ SCO Group o žalobu firmy IBM pro porušení autorského práva. SCO tvrdí, že poté, co byl projekt Monterey zrušen, IBM použila některé části kódu společnosti SCO v novějších verzích AIX a POWER. Stejně tak měla IBM vložit kód do existujících verzí Linuxu pro IA-32. SCO tvrdí, že IBM vstoupila do projektu Monterey s tím, že od začátku chtěla pouze využít SCO k poskytnutí kódu, který by vložila do Linuxu, bez jakéhokoli záměru projekt Monterey vůbec vydat.
Toto tvrzení se zdá být klamným. Záměr IBM využít projektu Monterey pro POWER byl v té době dobře znám, jak dokládají některé tiskové zprávy z té doby. Kromě toho byla také SCO Group členem týmu pracujícím na projektu Trillian, čili si musela být vědoma práce IBM na systému Linux.
V roce 2001 prodala IBM pouhých 32 licencí Monterey, v roce 2002 ještě méně.